# الأب والغريب (فلم)
فهو فيلم إيطالي إنتاج 2010 بطولة :اليساندرو جاسمان / عمرو واكد / كسينيا رابوبورت عرض في مهرجان القاهرة السينمائي 2010

## ملخص القصة
رجل عربي غريب يعيش في إيطاليا، ويتعرف على مواطن إيطالي يدعى «ديجو» في إحدى المستشفيات التي تعالج ذوي الاحتياجات الخاصة، لأن كليهما لديه طفل معاق، ومن خلال ذلك تنشأ بينهما علاقة صداقة قوية تغير مسار حياتهما إلى الأبد.

## وصلات خارجية
- مقالات تستعمل روابط فنية بلا صلة مع ويكي بيانات